# Gil Pais

Painel de azulejos representando o cerco ao Castelo de Torres Novas.

Gil Paes (século XIV) foi alcaide-mor de Torres Novas, Portugal.
Segundo a lenda, quando das invasões castelhanas em 1372, Gil Paes terá sacrificado um dos seus filhos, feito prisioneiro pelos castelhanos que já haviam tomado a vila e exigiam a rendição do Castelo de Torres Novas em sua troca.
Por ter recusado a entrega da fortificação a Henrique II, o seu filho terá sido morto às portas do castelo.